# Félix-Guillaume Wittouck
Félix-Guillaume Wittouck, né à Leeuw-Saint-Pierre le 16 octobre 1812 et décédé à Ixelles le 25 mai 1898, est un grand industriel belge, distillateur, éleveur et bourgmestre de Leeuw-Saint-Pierre. 

## Biographie
Il est le fils de François Wittouck (1783-1814) qui avait été sauvagement assassiné le 24 mars 1814 à coups de knout par les troupes cosaques d'occupation russes qui bivouaquaient à Leeuw-Saint-Pierre, et de Pétronille van Cutsem, et le petit-fils de Guillaume Wittouck, Conseiller à la Cour Suprême de Brabant.
Il avait épousé Élise Boucquéau dont il eut cinq enfants, Félix Wittouck (1849-1916), Paul Wittouck (1851-1917),  Frantz Wittouck (1855-1914), qui devinrent de grands industriels sucriers et fondèrent la Raffinerie tirlemontoise, ainsi que Marguerite Wittouck (décédée en 1927), qui épousa le banquier Victor Allard (1840-1912). Leur fille Marthe Allard épousa Robert de Lesseps (1882-1916), pionnier de l'aviation, fils du fameux Ferdinand de Lesseps, créateur du canal de Suez et de Panama. La cadette et cinquième enfant Emilie Wittouck (1863-1955) épousa en 1902 le baron Fernand de Beeckman (nl), ils vivaient au château Engelhof sur le domaine d'Hengelhoef en Campine limbourgeoise qu'elle avait hérité après le décès de son père.
Il était de son temps une figure de proue du monde industriel belge.
C'est Félix-Guillaume Wittouck qui fit agrandir le château familial de Petit-Bigard par l'architecte Henri Beyaert.
Il figure sur la liste des éligibles au Sénat de 1854 à 1884.